# James Marcus (actor)
James Marcus, nacido como Brian T. James (Essex, 23 de junio de 1942-4 de mayo de 2020) fue un actor de cine y televisión británico.

## Biografía
Es conocido por su interpretación de Georgie, uno de los drugos en la película de La naranja mecánica (1971) del director Stanley Kubrick. 
Antes de convertirse en aprendiz de impresor, pasó la mayoría de sus conciertos adolescentes en realización de la vida. Después de estudiar los cursos de interpretación en la escuela 15 de Drama en Londres, tuvo varios papeles en obras de teatro basadas en las obras de Shakespeare. Su primera aparición en televisión fue en la BBC espectáculo Hola, Buenas noches y bienvenidos (1968). También obtuvo un papel en la comedia bélica de 1969 The Virgin Soldiers.
En 1970, Kubrick se puso en contacto con el joven actor para una audición para su próximo proyecto, una adaptación de la novela de Anthony Burgess La naranja mecánica. Aparte de sus escenas de lucha, Kubrick también quedó impresionado por el comportamiento oscuro de James y esto le ganó el papel. Durante el rodaje, Kubrick describe a James como muy profesional.
Sus otras apariciones en televisión incluyen OVNI, suavemente, suavemente: Equipo especial , El Sweeney, Doctor Who, Z-Cars y los profesionales. También apareció en el Robin Askwith vehículo Vamos a echar un polvo (1977) con John Clive, otro La naranja mecánica como actor. También actuó en The Naked Civil Servant (El funcionario desnudo, 1975) con John Hurt, y McVicar (1980) con Roger Daltrey.
Uno de sus otros papeles memorables es el de oficial de la estación de Sídney Tate en el piloto y la serie 1-3 del popular LWT drama de lucha contra el fuego ardiente de Londres. También dirigió el nihilista tanque Malling (1989), que contó con Ray Winstone.
En agosto de 2024, el sindicato en funciones Equity, anunció que Marcus había fallecido. Se supo que Marcus falleció cuatro años antes, el 4 de mayo de 2020, a la edad de 77 años.

## Filmografía

### Televisión
| Año     | Título                                | Personaje            | Otras notas |
| 1974    | Doctor Who: Invasion of the Dinosaurs | Peasant              |             |
| 1978    | Doctor Who: Underworld                | Rask                 |             |
| 1980    | Minder                                | Bertie               |             |
| 1984    | Minder                                | Phil                 |             |
| 1989    | Minder                                | Morrie               |             |
| 1988-90 | London's Burning                      | Sidney Tate          |             |
| 1991    | Dodgem                                | Tucker               |             |
| 1993    | You Bet!                              | Él mismo/Sidney Tate |             |

### Películas
| Año  | Título                  | Personaje         | Otras notas   |
| 1969 | The Virgin Soldiers     |                   | No acreditado |
| 1971 | A Clockwork Orange      | Georgie           |               |
| 1975 | The Naked Civil Servant | Clerkenwell Tough |               |
| 1976 | Escape from the Dark    |                   |               |
| 1978 | Let's Get Laid          | Rusper            |               |
| 1980 | McVicar                 | Det Sgt Sewell    |               |
| 1980 | Never Never Land        | P.C. Stubbs       |               |